# بلوط مکزیکی
بلوط مکزیکی (نام علمی: Quercus mexicana) نام یک گونه از سرده بلوط است.